# Mistrzostwa Świata Juniorów w Hokeju na Lodzie 2013/II Dywizja
Mistrzostwa Świata Juniorów w Hokeju na Lodzie II dywizji 2013 odbyły się w dwóch państwach: w Rumunii (Braszów) oraz w Serbii (Belgrad). Zawody rozgrywane były w dniach 9–15 grudnia 2012 r. i 12–18 stycznia 2013 r. Był to pierwszy turniej II dywizji po reformie przeprowadzonej przez IIHF.
W mistrzostwach drugiej dywizji uczestniczyło 12 zespołów, które zostały podzielone na dwie grupy po 6 zespołów. Rozgrywały one mecze systemem każdy z każdym. Pierwsza oraz druga drużyna turnieju grupy A awansują do mistrzostw świata elity w 2014 roku, ostatni zespół grupy A w 2014 roku zagra w grupie B, zastępując zwycięzcę turnieju grupy B. Najsłabsza drużyna grupy B spadnie do drugiej dywizji.
Hale, w których odbywały się zawody to:
- Patinoarul Olimpic (Braszów)
- Ice Rink Pionir (Belgrad)

## Grupa A
| 9 grudnia 2012 | Litwa | 1:2 | Holandia | Patinoarul Olimpic, Braszow |

| Szczegóły      | Szczegóły              | Szczegóły       | Szczegóły                                | Szczegóły                                                                                   |
| -------------- | ---------------------- | --------------- | ---------------------------------------- | ------------------------------------------------------------------------------------------- |
| Godzina: 13:00 | D. Bogdziul (PP) 50:07 | (0:1, 0:0, 1:1) | 19:58 (EQ) T. Ras 53:02 (EQ) R. de Hondt | Widzów: 50 Sędzia główny: Per Gustav Solem Sędziowie liniowi: Edvards Briedis Mihai Butucel |
| Godzina: 13:00 | 6 min kar              |                 | 8 min kar                                | Widzów: 50 Sędzia główny: Per Gustav Solem Sędziowie liniowi: Edvards Briedis Mihai Butucel |

| 9 grudnia 2012 | Węgry | 2:7 | Japonia | Patinoarul Olimpic, Braszow |

| Szczegóły      | Szczegóły                                    | Szczegóły       | Szczegóły | Szczegóły                                                                                                  |
| -------------- | -------------------------------------------- | --------------- | --- | --- |
| Godzina: 16:30 | K. Nagy (PP) 05:37 T.-R. Sarpatki (PP) 35:56 | (1:1, 1:0, 0:6) | 04:00 (PP) K. Otsu 47:04 (EQ) S. Tateda 49:32 (PP) Y. Osawa 52:20 (PP) Yuto Osawa 54:20 (PP) S. Nakajima 57:10 (PP) R. Sarashiya 58:16 (EQ) K. Sarashiya | Widzów: 200 Sędzia główny: Chris Deweerdt Sędziowie liniowi: Wojciech Moszczyński Adrian Cosmin Toparceanu |
| Godzina: 16:30 | 53 min                                       |                 | 18 min | Widzów: 200 Sędzia główny: Chris Deweerdt Sędziowie liniowi: Wojciech Moszczyński Adrian Cosmin Toparceanu |

| 9 grudnia 2012 | Rumunia | 6:3 | Hiszpania | Patinoarul Olimpic, Braszow |

| Szczegóły      | Szczegóły | Szczegóły       | Szczegóły                                                         | Szczegóły                                                                            |
| -------------- | --- | --------------- | ----------------------------------------------------------------- | ------------------------------------------------------------------------------------ |
| Godzina: 20:00 | H. Márton (EQ) 06:12 M. Biro (EQ) 24:33 H. Bors (EQ) 44:44 D. Hodos (PP) 56:06 R. Gliga (EN) 59:18 Z. Molnar (EQ) 59:56 | (1:1, 1:1, 4:1) | 07:18 (EQ) P. Fuentes 37:36 (EQ) D. Alvarez 44:16 (EQ) C. Quevedo | Widzów: 450 Sędzia główny: Jens Steinecke Sędziowie liniowi: Jan Cerne Dmitry Goljak |
| Godzina: 20:00 | 8 min kar |                 | 10 min kar                                                        | Widzów: 450 Sędzia główny: Jens Steinecke Sędziowie liniowi: Jan Cerne Dmitry Goljak |

| 10 grudnia 2012 | Litwa | 1:3 | Węgry | Patinoarul Olimpic, Braszow |

| Szczegóły      | Szczegóły               | Szczegóły       | Szczegóły                                                      | Szczegóły                                                                           |
| -------------- | ----------------------- | --------------- | -------------------------------------------------------------- | ----------------------------------------------------------------------------------- |
| Godzina: 13:00 | E. Protcenko (PP) 23:39 | (0:2, 1:1, 0:0) | 05:51 (SH) D. Szabo 11:22 (EQ) S. Hamvai 37:46 (PP) Z. Fliszar | Widzów: 50 Sędzia główny: Jens Steinecke Sędziowie liniowi: Jan Cerne Dmitry Goljak |
| Godzina: 13:00 | 29 min                  |                 | 12 min                                                         | Widzów: 50 Sędzia główny: Jens Steinecke Sędziowie liniowi: Jan Cerne Dmitry Goljak |

| 10 grudnia 2012 | Japonia | 6:1 | Hiszpania | Patinoarul Olimpic, Braszow |

| Szczegóły      | Szczegóły | Szczegóły       | Szczegóły             | Szczegóły                                                                                              |
| -------------- | --- | --------------- | --------------------- | --- |
| Godzina: 16:30 | S. Nakajima (EQ) 00:52 T. Ishikawa (PP) 05:48 K. Otsu (EQ) 23:03 H. Sato (PP) 25:07 Y. Osawa (PP) 31:19 Y. Yokoyama (PP) 35:33 | (2:1, 4:0, 0:0) | 00:27 (EQ) P. Puyuelo | Widzów: 50 Sędzia główny: Per Gustav Solem Sędziowie liniowi: Edvards Briedis Adrian Cosmin Toparceanu |
| Godzina: 16:30 | 8 min kar |                 | 33 min kar            | Widzów: 50 Sędzia główny: Per Gustav Solem Sędziowie liniowi: Edvards Briedis Adrian Cosmin Toparceanu |

| 10 grudnia 2012 | Holandia | 4:5 | Rumunia | Patinoarul Olimpic, Braszow |

| Szczegóły      | Szczegóły                                                                               | Szczegóły       | Szczegóły                                                                                                  | Szczegóły                                                                                         |
| -------------- | --------------------------------------------------------------------------------------- | --------------- | --- | ------------------------------------------------------------------------------------------------- |
| Godzina: 20:00 | D. Stempher (PP) 16:35 D. Stempher (PP) 41:17 D. Stempher (EQ) 47:59 T. Marx (EQ) 57:02 | (1:4, 0:1, 3:0) | 07:00 (EQ) S. Hildebrand 10:56 (PP) D. Tranca 17:15 (EQ) G. Biro 18:05 (EQ) A. Sallo 37:37 (PP) D. Dumitru | Widzów: 300 Sędzia główny: Chris Deweerdt Sędziowie liniowi: Tomislav Grozaj Wojciech Moszczyński |
| Godzina: 20:00 | 12 min                                                                                  |                 | 16 min | Widzów: 300 Sędzia główny: Chris Deweerdt Sędziowie liniowi: Tomislav Grozaj Wojciech Moszczyński |

| 12 grudnia 2012 | Węgry | 6:2 | Hiszpania | Patinoarul Olimpic, Braszow |

| Szczegóły      | Szczegóły | Szczegóły       | Szczegóły                                   | Szczegóły                                                                                 |
| -------------- | --- | --------------- | ------------------------------------------- | ----------------------------------------------------------------------------------------- |
| Godzina: 13:00 | G. Tóth (PP) 04:13 G. Tóth (EQ) 26:48 K. Nagy (PP) 32:33 G. Tóth (PP) 38:38 K. Nagy (SH) 56:54 F. Kocsis (SH) 58:01 | (1:1, 3:0, 2:1) | 17:22 (EQ) C. Quevedo 59:36 (EQ) P. Fuentes | Widzów: 30 Sędzia główny: Chris Deweerdt Sędziowie liniowi: Tomislav Grozaj Mihai Butucel |
| Godzina: 13:00 | 16 min kar |                 | 12 min kar                                  | Widzów: 30 Sędzia główny: Chris Deweerdt Sędziowie liniowi: Tomislav Grozaj Mihai Butucel |

| 12 grudnia 2012 | Japonia | 8:1 | Holandia | Patinoarul Olimpic, Braszow |

| Szczegóły      | Szczegóły | Szczegóły       | Szczegóły                  | Szczegóły                                                                                                 |
| -------------- | --- | --------------- | -------------------------- | --- |
| Godzina: 16:30 | K. Sarashiya (EQ) 29:25 M. Furuhashi (EQ) 30:34 Y. Osawa (EQ) 38:56 M. Furuhashi (EQ) 39:38 K. Takagi (SH) 46:28 H. Sato (PP) 51:46 T. Ishikawa (EQ) 56:12 K. Osawa (EQ) 59:03 | (0:1, 4:0, 4:0) | 08:13 (SH) F. van Lieshout | Widzów: 50 Sędzia główny: Jens Steinecke Sędziowie liniowi: Wojciech Moszczyński Adrian Cosmin Toparceanu |
| Godzina: 16:30 | 10 min |                 | 18 min                     | Widzów: 50 Sędzia główny: Jens Steinecke Sędziowie liniowi: Wojciech Moszczyński Adrian Cosmin Toparceanu |

| 12 grudnia 2012 | Litwa | 3:5 | Rumunia | Patinoarul Olimpic, Braszow |

| Szczegóły      | Szczegóły                                                            | Szczegóły       | Szczegóły                                                                                         | Szczegóły                                                                            |
| -------------- | -------------------------------------------------------------------- | --------------- | ------------------------------------------------------------------------------------------------- | ------------------------------------------------------------------------------------ |
| Godzina: 20:00 | L. Veželis (EQ) 03:25 A. Fiscevas (EQ) 32:59 I. Četvertak (EQ) 34:39 | (1:1, 2:1, 0:3) | 14:37 (EQ) G. Biro 24:10 (EQ) H. Bors 40:21 (EQ) R. Gliga 54:38 (EQ) Z. Molnar 59:19 (EN) M. Biro | Widzów: 400 Sędzia główny: Aleksiej Below Sędziowie liniowi: Jan Cerne Dmitry Goljak |
| Godzina: 20:00 | 12 min kar                                                           |                 | 4 min kar                                                                                         | Widzów: 400 Sędzia główny: Aleksiej Below Sędziowie liniowi: Jan Cerne Dmitry Goljak |

| 13 grudnia 2012 | Holandia | 5:6 pd. | Węgry | Patinoarul Olimpic, Braszow |

| Szczegóły      | Szczegóły                                                                                              | Szczegóły            | Szczegóły | Szczegóły                                                                             |
| -------------- | --- | -------------------- | --- | ------------------------------------------------------------------------------------- |
| Godzina: 13:00 | T. Ras (EQ) 03:42 J. Knoren (PP) 12:11 D. Stempher (SH) 25:22 T. Ras (PP) 46:07 D. Stempher (PP) 46:41 | (2:1, 1:2, 2:2, 0:1) | 18:30 (EQ) C. Erdely 25:29 (PP) T.-R. Sarpatki 32:58 (EQ) L. Ritó 42:36 (PP) D. Szabo 47:17 (PP) K. Nagy 61:33 (PP) T.-R. Sarpatki | Widzów: 30 Sędzia główny: Aleksiej Below Sędziowie liniowi: Jan Cerne Edvards Briedis |
| Godzina: 13:00 | 16 min                                                                                                 |                      | 35 min | Widzów: 30 Sędzia główny: Aleksiej Below Sędziowie liniowi: Jan Cerne Edvards Briedis |

| 13 grudnia 2012 | Hiszpania | 3:6 | Litwa | Patinoarul Olimpic, Braszow |

| Szczegóły      | Szczegóły                                                         | Szczegóły       | Szczegóły | Szczegóły                                                                                            |
| -------------- | ----------------------------------------------------------------- | --------------- | --- | --- |
| Godzina: 16:30 | I. Solorzano (PP) 19:03 C. Rivero (EQ) 56:46 J. Burgos (EQ) 57:31 | (1:3, 0:2, 2:1) | 05:03 (EQ) I. Četvertak 11:51 (PP) A. Fiscevas 13:07 (EQ) D. Bogdziul 23:31 (EQ) I. Četvertak 27:04 (EQ) A. Fiscevas 56:03 (EQ) K. Falkas | Widzów: 70 Sędzia główny: Per Gustav Solem Sędziowie liniowi: Adrian Cosmin Toparceanu Mihai Butucel |
| Godzina: 16:30 | 10 min kar                                                        |                 | 8 min kar | Widzów: 70 Sędzia główny: Per Gustav Solem Sędziowie liniowi: Adrian Cosmin Toparceanu Mihai Butucel |

| 13 grudnia 2012 | Rumunia | 1:4 | Japonia | Patinoarul Olimpic, Braszow |

| Szczegóły      | Szczegóły             | Szczegóły       | Szczegóły                                                                                | Szczegóły                                                                                         |
| -------------- | --------------------- | --------------- | ---------------------------------------------------------------------------------------- | ------------------------------------------------------------------------------------------------- |
| Godzina: 20:00 | D. Dumitru (EQ) 28:53 | (0:1, 1:0, 0:3) | 15:36 (PP) Y. Yokoyama 43:26 (EQ) S. Nakajima 48:53 (EQ) K. Sarashiya 53:45 (EQ) H. Sato | Widzów: 500 Sędzia główny: Chris Deweerdt Sędziowie liniowi: Wojciech Moszczyński Tomislav Grozaj |
| Godzina: 20:00 | 10 min                |                 | 10 min                                                                                   | Widzów: 500 Sędzia główny: Chris Deweerdt Sędziowie liniowi: Wojciech Moszczyński Tomislav Grozaj |

| 15 grudnia 2012 | Japonia | 6:3 | Litwa | Patinoarul Olimpic, Braszow |

| Szczegóły      | Szczegóły | Szczegóły       | Szczegóły                                                             | Szczegóły                                                                                            |
| -------------- | --- | --------------- | --------------------------------------------------------------------- | --- |
| Godzina: 13:00 | J. Hashimoto (EQ) 19:44 S. Nakajima (PP) 26:40 K. Sarashiya (EQ) 29:28 K. Takagi (PP) 45:51 Y. Osawa (EQ) 58:51 T. Kanemura (EQ) 59:44 | (1:1, 2:1, 3:1) | 12:01 (PP) A. Bendzius 39:13 (PP) I. Četvertak 41:58 (EQ) D. Bogdziul | Widzów: 40 Sędzia główny: Aleksiej Below Sędziowie liniowi: Edvards Briedis Adrian Cosmin Toparceanu |
| Godzina: 13:00 | 8 min kar |                 | 8 min kar                                                             | Widzów: 40 Sędzia główny: Aleksiej Below Sędziowie liniowi: Edvards Briedis Adrian Cosmin Toparceanu |

| 15 grudnia 2012 | Hiszpania | 3:5 | Holandia | Patinoarul Olimpic, Braszow |

| Szczegóły      | Szczegóły                                                          | Szczegóły       | Szczegóły | Szczegóły                                                                               |
| -------------- | ------------------------------------------------------------------ | --------------- | --- | --------------------------------------------------------------------------------------- |
| Godzina: 16:30 | A. Ubieto (EQ) 23:34 I. Solorzano (PP) 27:03 P. Fuentes (EQ) 51:16 | (0:3, 2:1, 1:1) | 03:24 (EQ) D. Stempher 09:26 (EQ) R. de Hondt 14:15 (EQ) R. de Hondt 27:44 (EQ) T. Ras 45:13 (EQ) R. de Hondt | Widzów: 50 Sędzia główny: Jens Steinecke Sędziowie liniowi: Mihai Butucel Dmitry Goljak |
| Godzina: 16:30 | 14 min kar                                                         |                 | 10 min kar | Widzów: 50 Sędzia główny: Jens Steinecke Sędziowie liniowi: Mihai Butucel Dmitry Goljak |

| 15 grudnia 2012 | Węgry | 5:1 | Rumunia | Patinoarul Olimpic, Braszow |

| Szczegóły      | Szczegóły                                                                                                 | Szczegóły       | Szczegóły             | Szczegóły                                                                                |
| -------------- | --- | --------------- | --------------------- | ---------------------------------------------------------------------------------------- |
| Godzina: 20:00 | K. Nagy (EQ) 04:40 T.-R. Sarpatki (EQ) 09:13 P. Vincze (EQ) 19:44 L. Ritó (EQ) 26:29 C. Erdely (EQ) 42:15 | (3:0, 1:1, 1:0) | 32:34 (PEN) D. Tranca | Widzów: 500 Sędzia główny: Per Gustav Solem Sędziowie liniowi: Jan Cerne Tomislav Grozaj |
| Godzina: 20:00 | 8 min kar                                                                                                 |                 | 12 min kar            | Widzów: 500 Sędzia główny: Per Gustav Solem Sędziowie liniowi: Jan Cerne Tomislav Grozaj |

Tabela Dywizji Drugiej Grupa A
| Lp. | Zespół    | M | Pkt. | W | WpD | PpD | P | G + | G – | +/- |
| --- | --------- | - | ---- | - | --- | --- | - | --- | --- | --- |
| 1   | Japonia   | 5 | 15   | 5 | 0   | 0   | 0 | 31  | 8   | +23 |
| 2   | Węgry     | 5 | 11   | 3 | 1   | 0   | 1 | 22  | 16  | +6  |
| 3   | Rumunia   | 5 | 9    | 3 | 0   | 0   | 2 | 18  | 19  | -1  |
| 4   | Holandia  | 5 | 7    | 2 | 0   | 1   | 2 | 17  | 23  | -6  |
| 5   | Litwa     | 5 | 3    | 1 | 0   | 0   | 4 | 14  | 19  | -5  |
| 6   | Hiszpania | 5 | 0    | 0 | 0   | 0   | 5 | 12  | 29  | -17 |

Lp. = lokata, M = liczba rozegranych spotkań, Pkt. = Liczba zdobytych punktów, W = Wygrane, WpD = Wygrane po dogrywce lub karnych, PpD = Porażki po dogrywce lub karnych, P = Porażki, G+ = Gole strzelone, G- = Gole stracone, +/- = bilans bramek
Japonia awansowała do Dywizji 1 B.
Hiszpania spadła do Dywizji 2 B.

## Grupa B[1]
| 12 stycznia 2013 | Islandia | 4:2 | Belgia | Ice Rink Pionir, Belgrad |

| Godzina: 13:00 |  | (1:0, 2:1, 1:1) |  |  |

| 12 stycznia 2013 | Estonia | 8:0 | Australia | Ice Rink Pionir, Belgrad |

| Godzina: 16:30 |  | (3:0, 4:0, 1:0) |  |  |

| 12 stycznia 2013 | Serbia | 2:4 | Korea Południowa | Ice Rink Pionir, Belgrad |

| Godzina: 20:00 |  | (1:1, 1:2, 0:1) |  |  |

| 13 stycznia 2013 | Australia | 3:5 | Islandia | Ice Rink Pionir, Belgrad |

| Godzina: 13:00 |  | (0:2,1:3, 2:0) |  |  |

| 13 stycznia 2013 | Korea Południowa | 6:2 | Belgia | Ice Rink Pionir, Belgrad |

| Godzina: 16:30 |  | (1:1, 1:0, 4:1) |  |  |

| 13 stycznia 2013 | Estonia | 12:1 | Serbia | Ice Rink Pionir, Belgrad |

| Godzina: 20:00 |  | (3:1, 2:0, 7:0) |  |  |

| 15 stycznia 2013 | Korea Południowa | 6:2 | Australia | Ice Rink Pionir, Belgrad |

| Godzina: 13:00 |  | (1:1, 1:0, 4:1) |  |  |

| 15 stycznia 2013 | Estonia | 9:0 | Islandia | Ice Rink Pionir, Belgrad |

| Godzina: 16:30 |  | (3:0, 2:0, 4:0) |  |  |

| 15 stycznia 2013 | Serbia | 7:4 | Belgia | Ice Rink Pionir, Belgrad |

| Godzina: 20:00 |  | (1:1, 4:1, 2:2) |  |  |

| 17 stycznia 2013 | Belgia | 2:25 | Estonia | Ice Rink Pionir, Belgrad |

| Godzina: 13:00 |  | (0:4, 1:10, 1:11) |  |  |

| 17 stycznia 2013 | Islandia | 1:5 | Korea Południowa | Ice Rink Pionir, Belgrad |

| Godzina: 16:30 |  | (1:2, 0:2, 0:1) |  |  |

| 17 stycznia 2013 | Australia | 3:1 | Serbia | Ice Rink Pionir, Belgrad |

| Godzina: 20:00 |  | (0:0, 2:0, 1:1) |  |  |

| 18 stycznia 2013 | Korea Południowa | 3:8 | Estonia | Ice Rink Pionir, Belgrad |

| Godzina: 13:00 |  | (0:4, 2:2, 1:2) |  |  |

| 18 stycznia 2013 | Belgia | 3:5 | Australia | Ice Rink Pionir, Belgrad |

| Godzina: 16:30 |  | (1:1, 0:2, 2:2) |  |  |

| 18 stycznia 2013 | Serbia | 7:1 | Islandia | Ice Rink Pionir, Belgrad |

| Godzina: 20:00 |  | (1:0, 4:1, 2:0) |  | Widzów: (1–0, 4–1, 2–0) |

Tabela Dywizji Drugiej Grupa B
| Lp. | Zespół           | M | Pkt. | W | WpD | PpD | P | G + | G – | +/- |
| --- | ---------------- | - | ---- | - | --- | --- | - | --- | --- | --- |
| 1   | Estonia          | 5 | 15   | 5 | 0   | 0   | 0 | 62  | 6   | +56 |
| 2   | Korea Południowa | 5 | 12   | 4 | 0   | 0   | 1 | 23  | 14  | +9  |
| 3   | Serbia           | 5 | 6    | 2 | 0   | 0   | 3 | 17  | 21  | -4  |
| 4   | Australia        | 5 | 6    | 2 | 0   | 0   | 3 | 12  | 22  | -10 |
| 5   | Islandia         | 5 | 6    | 2 | 0   | 0   | 3 | 12  | 29  | -17 |
| 6   | Belgia           | 5 | 0    | 0 | 0   | 0   | 5 | 13  | 47  | -34 |

Lp. = lokata, M = liczba rozegranych spotkań, Pkt. = Liczba zdobytych punktów, W = Wygrane, WpD = Wygrane po dogrywce lub karnych, PpD = Porażki po dogrywce lub karnych, P = Porażki, G+ = Gole strzelone, G- = Gole stracone, +/- = bilans bramek
Estonia awansowała do Dywizji 1 B.
Belgia spadła do Dywizji 2 B.